# CeCe Winans
Priscilla «CeCe» Marie Winans Love (ˈwaɪnænz, Detroit, Michigan, 8 de octubre de 1964) es una cantante, compositora, actriz, presentadora de talk show, escritora y oradora estadounidense de música cristiana y música góspel. Más conocida por ser integrante junto a su hermano BeBe Winans del dúo BeBe & CeCe Winans, su primer disco como solista Alone in His Presence le permitió ganar el Premio Grammy al mejor álbum góspel R&B contemporáneo en la ceremonia de 1996, mientras que en la de 2006 recibió su segundo Grammy en la misma categoría por Purified. Ha vendido doce millones de discos a nivel mundial, y es una de las artistas de música cristiana con más ventas de todos los tiempos.
Por otro lado, recibió el Premio Grammy a la mejor interpretación vocal góspel femenina por «Don't Cry» en la ceremonia de 1990.

## Discografía

### Álbumes como solista
| Año  | Álbum | Máxima posición en listas | Máxima posición en listas | Máxima posición en listas | Máxima posición en listas | Certificaciones (Ventas)                                  |
| Año  | Álbum | US                        | US R&B                    | US Góspel                 | US Christ                 | Certificaciones (Ventas)                                  |
| ---- | --- | ------------------------- | ------------------------- | ------------------------- | ------------------------- | --------------------------------------------------------- |
| 1995 | Alone in His Presence - Fecha de lanzamiento: 28 de septiembre de 1995 - Sello discográfico: Sparrow                                       | 124                       | —                         | 2                         | 2                         | - Estados Unidos: Platino                                 |
| 1998 | Everlasting Love - Fecha de lanzamiento: 17 de marzo de 1998 - Sello discográfico: Pioneer Music Group / Atlantic                          | 107                       | 35                        | 1                         | 2                         | - Estados Unidos: Oro                                     |
| 1998 | His Gift - Fecha de lanzamiento: 24 de septiembre de 1998 - Sello discográfico: Pioneer Music Group / Atlantic                             | —                         | —                         | 3                         | 17                        |                                                           |
| 1999 | Alabaster Box - Fecha de lanzamiento: 19 de octubre de 1999 - Sello discográfico: WellSpring Gospel / Sparrow                              | 129                       | 55                        | 1                         | 5                         | - Estados Unidos: Oro                                     |
| 2001 | CeCe Winans - Fecha de lanzamiento: 19 de junio de 2001 - Sello discográfico: WellSpring Gospel / Sparrow                                  | 116                       | 48                        | 2                         | 2                         | - Estados Unidos: Oro                                     |
| 2003 | Throne Room - Fecha de lanzamiento: 9 de septiembre de 2003 - Sello discográfico: PureSprings Gospel / INO / Epic                          | 32                        | 21                        | 1                         | 1                         | - Estados Unidos: Oro - Ventas en Estados Unidos: 384 000 |
| 2005 | Purified - Fecha de lanzamiento: 13 de septiembre de 2005 - Sello discográfico: PureSprings Gospel / INO / Epic                            | 41                        | 12                        | 1                         | 3                         |                                                           |
| 2008 | Thy Kingdom Come - Fecha de lanzamiento: 1 de abril de 2008 - Sello discográfico: PureSprings Gospel / EMI Gospel                          | 2                         | 1                         | 1                         | 1                         |                                                           |
| 2010 | Songs of Emotional Healing - Fecha de lanzamiento: 18 de mayo de 2010 - Sello discográfico: PureSprings Gospel / EMI Gospel                | —                         | —                         | 3                         | —                         |                                                           |
| 2010 | For Always: The Best Of CeCe Winans - Fecha de lanzamiento: 28 de septiembre de 2010 - Sello discográfico: PureSprings Gospel / EMI Gospel | —                         | —                         | 17                        | —                         |                                                           |

### Participaciones como invitada y bandas sonoras
- 1994: «Rest in Me» del álbum Coram Deo II: People Of Praise (Sparrow).
- 1996: «Count on Me», con Whitney Houston (Arista).
- 1996: «Take Me Back» del álbum Tribute: The Songs Of Andrae Crouch (Warner Alliance).
- 1997: «All Is Well Tonight» del álbum God With Estados Unidos: A Celebration Of Christmas Carols... (Sparrow).
- 1998: «The River» del álbum The Prince Of Egypt: Inspirational (DreamWorks).
- 1998: «Humanity» del álbum The Prince of Egypt Soundtrack (DreamWorks).
- 2000: «Tonight Tonight», BeBe Winans (junto a CeCe) (Motown).
- 2006: «He Set My Life To Music» del álbum She Was Country When Country Wasn't Cool de Barbara Mandrell (BNA).
- 2006: «Walking Away» del álbum The Gospel According to Patti LaBelle (Umbrella).
- 2008: «Right Now (We Need Another)», BeBe & CeCe Winans con Vince Gill y Wynonna Judd (Zomba Recording).